# Вали-ди-Сантьягу
Вали-ди-Сантья́гу (порт.  Vale de Santiago) — фрегезия (район) в муниципалитете Одемира округа Бежа в Португалии. Территория – 59,24 км². Население – 695 жителей. Плотность населения – 11,7 чел/км².
Название Вали-ди-Сантьягу происходит от ордена Сантьяго, ранее владевшим этими местами. Они включают в себя местность, преимущественно равнинного типа, в глубине района, ограниченную реками Саду и Кампильяс.
Святым покровителем Вали-ди-Сантьягу считается святая Екатерина, день памяти которой отмечается 25 ноября. В последнее воскресенье сентября в Вали-ди-Сантьягу проходит ежегодная ярмарка. Также здесь есть места для отдыха на природе и культурно-спортивный центр.
По хранимым архивным данным Вали-ди-Сантьягу утверждается, что именно здесь родился Христофор Колумб.
Многие местные коммунисты (от которых к настоящему времени почти никого не осталось) являлись группами анархистов во главе с Антонио Гонсалесом Корейя и провозглашали так называемый приход конца света, что привело к восстанию крестьян Вали-ди-Сантьягу во время кризиса 1918 года. Также участники этих групп ответственны за убийство Сидониу: его убийцей стал активист Хосе Хулио да Коста, фермер из Гарвана, служивший посредником между властями и повстанцами из Вали-ди-Сантьягу.
Примечательными местами Вали-ди-Сантьягу являются Fornalhas Velhas, Parreiras и Água Branca.